# Daniele Bagnoli
Pour les articles homonymes, voir Bagnoli (homonymie).
Daniele Bagnoli est un entraîneur italien de volley-ball né le 25 octobre 1953 à Mantoue et mort le 27 décembre 2024.

## Entraîneur

### Clubs
| Club           | Pays   | De        | À         |
| Mantoue        | Italie | 1983-1984 | 1984-1985 |
| Virgilio       | Italie | 1986-1987 | 1987-1988 |
| Mantoue        | Italie | 1988-1989 | 1989-1990 |
| Reggio Emilia  | Italie | 1992-1993 | 1992-1993 |
| Modène         | Italie | 1993-1994 | 1996-1997 |
| Rome           | Italie | 1997-1998 | 1997-1998 |
| Sisley Trévise | Italie | 1997-1998 | 1999-2000 |
| Modène         | Italie | 2000-2001 | 2000-2001 |
| Sisley Trévise | Italie | 2001-2002 | ...       |

### Sélections nationales
| Pays   | De        | À         |
| Italie | 1991-1992 | 1991-1992 |

### Palmarès
- Championnat d'Italie : 1995, 1997, 1998, 1999, 2003, 2004, 2005, 2007
- Coppa Italia : 1994, 1995, 1997, 2000, 2004, 2005, 2007
- Supercoppa Italia : 1999, 2002, 2004, 2005
- Ligue des champions : 1996, 1997, 1999, 2000, 2006
- Coupe des Coupes : 1995
- Coupe de la CEV : 1998, 2003
- Supercoupe d'Europe : 1996, 1999